# توشیکو کوبایاشی
توشیکو کوبایاشی (انگلیسی: Toshiko Kobayashi; ۶ آوریل ۱۹۳۲ – ۲۹ دسامبر ۲۰۱۶) بازیگر اهل ژاپن بود.